# Ulla Kramar-Schmid
Ulla Kramar-Schmid (auch Schmid-Kramar), geb. Ulla Schmid (* 1966 in Wiener Neustadt), ist eine österreichische Investigativ- und Wirtschaftsjournalistin.

## Leben
Ulla Kramar-Schmid begann ihre Arbeit bei den Niederösterreichischen Nachrichten und der Arbeiter Zeitung. Von 1991 bis 1997 arbeitete sie bei der Tageszeitung Kurier. Von 1998 bis 2015 war sie als Redakteurin beim Nachrichtenmagazin profil tätig, unter anderem als Wirtschaftsjournalistin und als Koordinatorin des Bereichs Investigative Recherche. Seit 2015 ist sie Redakteurin im ORF, wo sie unter anderem an der Aufarbeitung und Publikation der Panama Papers beteiligt war. Seit Mai 2023 ist sie Vollmitglied des  Internationalen Netzwerks investigativer Journalisten (International Consortium of Investigative Journalists, ICIJ) des Center for Public Integrity (CPI).
Kramar-Schmid ist mit dem Journalisten Konrad Kramar verheiratet.

## Auszeichnungen
- 2011: Wiener Journalistinnenpreis
- 2012: Walther-Rode-Preis (gemeinsam mit Michael Nikbakhsh)
- 2012: Hauptpreis bei der Auszeichnung Journalist des Jahres
- 2017: Aufdeckerin des Jahres
- 2018: Horst Knapp-Preis
- 2019: Aufdeckerin des Jahres
- 2020: Robert-Hochner-Preis[2]
- 2020: Journalist des Jahres in der Kategorie Investigation[3]
- 2022: Journalist des Jahres in der Kategorie Investigation[4]
- 2024: Goldene Medienlöwin[5]